# Lučka manipulacija
U hrvatskom lučko-transportnom žargonu manipulacija je izraz za pretovar i prekrcaj - preslagivanje tereta između brodova, vozila i skladišta. S obzirom na tehnološki smjer, razlikuju se sljedeće

## Pretovarne manipulacje

### Iskrcaj
- brod-vagon
- brod-kamion
- brod-prikolica
- brod-skladište

### Ukrcaj
- vagon-brod
- kamion-brod
- prikolica-brod
- skladište-brod

### Prekrcaj
- brod-brod

### Uskladištenje
- vagon-skladište
- kamion-skladište
- kontejner-skladište (pražnjenje kontejnera)

### Iskladištenje
- skladište-vagon
- skladište-kamion
- skladište-kontejner (punjenje kontejnera)

- skladište-skladište (preslagivanje unutar skladišta)

### Punjenje kontejnera
(uključuje i skladište-kontejner)
- vagon-kontejner (punjenje kontejnera)
- kamion-kontejner (punjenje kontejnera)

### Pražnjenje kontejnera
(uključuje i kontejner-skladište)
- kontejner-vagon
- kontejner-kamion

Vrlo je velik broj tipičnih operacija, tehnologija i opreme kojom se navedene manipulacije ostvaruju, zavisno od:

## Vrste robe

### Generalni (opći) teret
se razlikuje po načinu pakovanja:
- -     - nepakovan (npr. vozila, trupci, kamni blokovi i sl) - najčešće u klasi teških tereta
    - kartoni
    - vreće
    - bale
    - svežnjevi (npr. cijevi, metalnih profila i sl.)
    - posude (velike boce, bačve i dr.)
    - dugačka roba (šinje, profili, role i dr.)
    - strojevi i konstrukcije
    - drvena građa (meka i tvrda)
    - kabasta roba (lagana roba velikog volumena)

### Sipki teret
(žito, umjetno gnojivo, ugljen, rudače, minerali, kemijski proizvodi i dr.)

### Tekući teret
(posebnu skupinu čine nafta i derivati)

### Teški teret
- -     - kameni blokovi
    - teška vozila
    - konstrukcije

## Integralni teret
- - palete
  - kontejneri
  - mamut-vreće
  - barže

Suvremeni transport zahtijeva integriranje generalnog tereta u što veće transportne jedinice, jer cijena pretovara pada s porastom težine transportnih jedinica. Klasični generalni teret zahtijeva puno radne snage, a manipulira se sporo, podložan je oštećenju i krađi, stoga je skup i u suvremenom transportu ograničava se samo na robe koje se ne mogu kontejnerizirati. Tvrtke koje svoje proizvode skladište u kontejnere, značajno snizuju cijenu transporta ne samo u svom dvorištu, nego i na čitavom transportnom putu.
Suvremena proizvodnja (često proizvodnja "bez skladišta") zahtijeva primjenu integralnog transporta po principu door-to-door (od vratiju do vrata) kako u otpremi, tako i u dopremi sirovina.
Prvi stupanj integracije robe je paletizacija, koja se kombinira s kontejnerizacijom, tj. kontejneri se pune robom na paletama a ne generalnim teretom, što značajno ubrzava i pojeftinjuje manipulaciju punjenja i pražnjenja kontejnera.
Ostaju za spomenuti još tzv. specijalni teret, tj posebne pošiljke, koje se po težini, opasnosti, povjerljivosti ili drugim svojstvima izdvaja iz uobičajenih organizacijskih shema. Posebnu i čestu kategoriju čini 

## Opasni teret
koji može biti:
- - zapaljivi
  - jetki (nagrizajući ili na drugi način agresivan)
  - otrovni
  - eksplozivni
  - zračeći
  - zagađujući

## Osjetljiva roba
od koje su najznačajnije vrste:
- - smrznuti teret (meso, riba i dr.)
  - kondicionirani (npr. povrće i voće u dozrijevanju i sl.)
  - lomljiva roba
  - skupi uređaji, zbirke i uzorci, umjetnine, unikati i sl.

Uz navedene manipulacije kojima se konkretno ostvaruje tijek robe kroz luku (a osim brodskih, ostale su prisutne i na kopnenim terminalima), luka redovito obavlja i čitav niz pomoćnih i uslužnih djelatnosti, odnosno: 

## Usluge i/ili oplemenjivanje robe
- pakovanje, paletizaciju i depaletizaciju
- uzorkovanje i prebiranje robe
- usluge na drvenoj građi (obrezivanje, čelenje, sušenje, sortiranje, pakovanje i dr.)
- prepakiranje
- soljenje kože
- razne industrijske usluge (prženje kave, dozrijevanje voća i sl.)

U suvremenom transportu teži se prema unificiranju transportnih jedinica primjenom kontejnerizacije (u kontenerima primjerice, zavsno o opsegu prometa i cijeni robe može biti isplativo prevoziti i sipki teret), čime se smanjuje broj i šarolikost lučke opreme i manipulacija, no unatoč tome još uvijek ostaje široka lepeza tehnoloških postupaka i operacija kojima se manipulacije ostvaruju, zavisno od strukture prometa luke, kojoj se prilagođava i infrastruktura i oprema. Tome treba dodati i različitost vrste brodovlja, a time i tehnologija kojima se oni opslužuju. 
Manipulacije naručuju korisnici lučkih usluga obavještavajući davatelja lučke usluge o tome tko će za njih snositi troškove, koristeći sljedeće kratice uobičajene u transportu i špediciji:
- liner terms (linijski uvjeti) - troškove ukrcaja, slaganja u brodu i iskrcaja snosi brod.
- F.I. (free in)- troškove ukrcaja snosi krcatelj
- F.O. (free out)- troškove iskrcaja snosi primatelj.
- F.I.O. (free in and out)- troškove ukrcaja i iskrcaja snosi krcatelj odnosno primatelj.
- F.I.O.S. (free in and out and stoved) - troškove ukrcaja i iskrcaja te slaganja tereta u brodu, odnosno uz bok broda pri iskrcaju, snosi snosi krcatelj odnosno primatelj.
- F.I.O.T. (free in and out trimmed)- troškove ukrcaja,iskrcaja i poravnavanja tereta u brodu snosi krcatelj odnosno primatelj.
- F.I.O.S.T. (free in and out, stowed and trimmed) - troškove ukrcaja,iskrcaja slaganja i poravnavanja tereta u brodu snosi krcatelj odnosno primatelj.